# Serhiy Litvinov
Serhiy Petrovytch Litvinov (en ukrainien : Сергій Петрович Літвінов) est un général ukrainien. Il est à la tête du Commandement opérationnel ouest.
Il commandait la 17e brigade blindée en 2016.

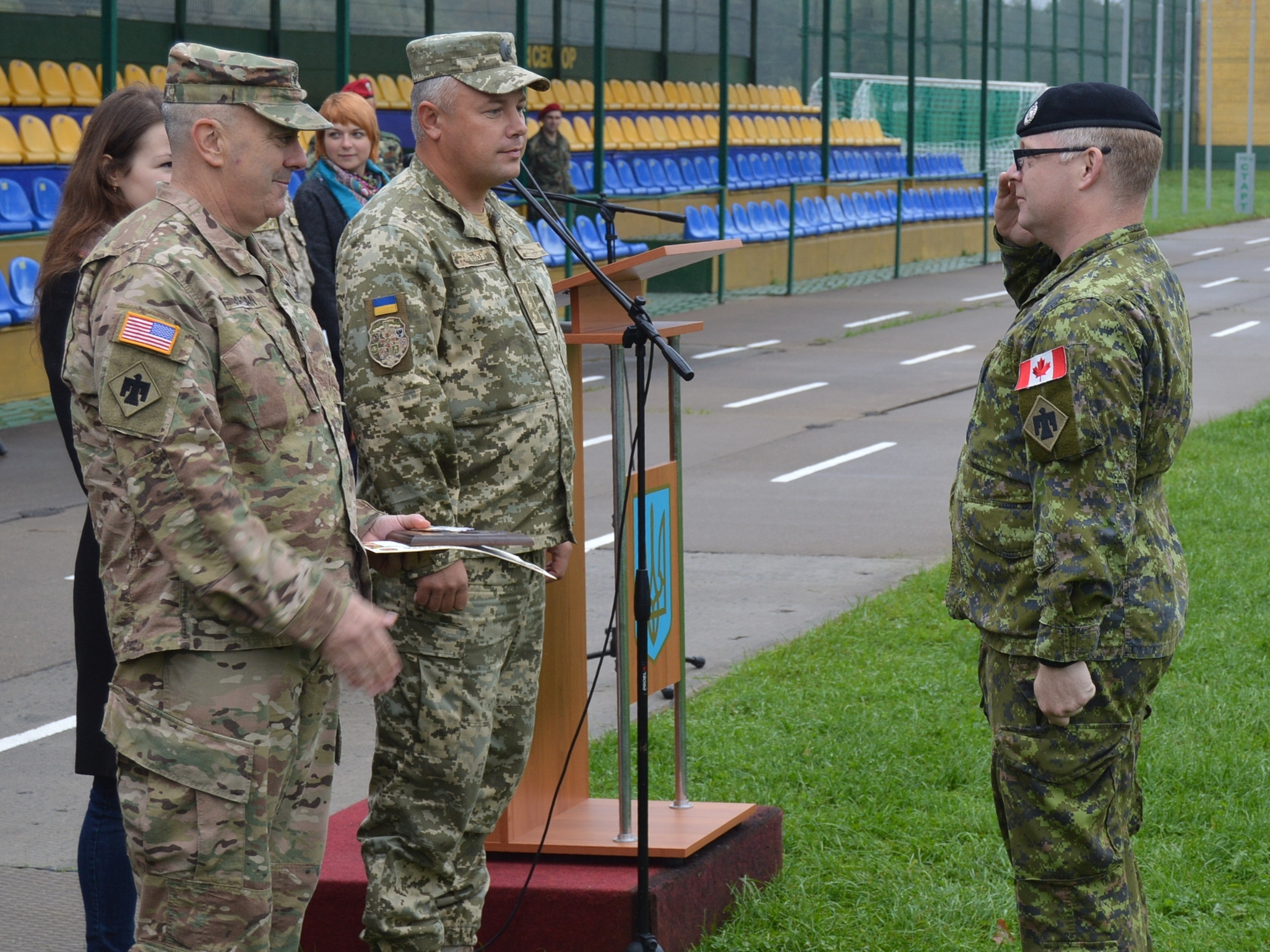
Serhiy Litvinov en 2017 lors de Rapid trident.